# Mamestra mixtura
Mamestra mixtura là một loài bướm đêm trong họ Noctuidae.